# Víktor Fadin
Víktor Serguéyevich Fadin en ruso: Виктор Сергеевич Фадин; nacido el 28 de noviembre de 1942, pueblo de Poperechnoe, óblast de Novosibirsk) es un físico ruso, conocido por sus contribuciones a la física teórica y la física de partículas. Es investigador principal del Instituto Budker de Física Nuclear (BINP) y profesor de física teórica en la Universidad Estatal de Novosibirsk (NSU).

## Biografía
Víktor  S. Fadin nació en el pueblo de Poperechnoe en el óblast de Novosibirsk el 28 de noviembre de 1942. Se graduó en NSU en 1965 y se unió al grupo de VN Baier en la división de Teoría BINP. En 1983 recibió su título de doctor en Ciencias del BINP y en 1993 se convirtió en profesor de física teórica. De 2001 a 2012 trabajó como jefe de la división de Teoría del BINP. Ahora es investigador principal de la división de Teoría BINP.
Desde 1967 Víktor  Fadin trabaja en la cátedra de física teórica de la NSU. De 1991 a 1997 fue decano del departamento de Física de NSU. En 2011, NSU lo eligió profesor distinguido.  Ahora imparte conferencias sobre electrodinámica cuántica  y teoría de interacciones fuertes  para estudiantes de posgrado y enseña mecánica cuántica a estudiantes de pregrado. Víktor  Fadin es editor  de la sección de física teórica y matemática de la revista Vestnik NSU.
Víktor S. Fadin está casado. Tiene un hijo y una hija.

## Archivos académicos
Fadin es un experto en teoría cuántica de campos (QFT) y autor de más de 190 artículos académicos, incluidas dos monografías,  que han recopilado más de 12 000 citas.  En 2001 recibió el Premio Humboldt de Física y en 2006 se le concedió el título honorífico de la Federación Rusa "Заслуженный работник высшей школы Российской Федерации". En 2015, Victor Fadin recibió el Premio Pomeranchuk "por sus resultados dedicados a los procesos de alta energía en QED y QCD".  Compartió el premio de 2015 con el profesor Stanley J. Brodsky.
Fue uno de los primeros en estudiar teóricamente una serie de procesos QED observados en los colisionadores pioneros VEP-1 y VEPP-2 en Novosibirsk. Desarrolló el método de función estructural para calcular las correcciones radiativas QED en secciones transversales de los procesos de aniquilación electrón-positrón y dispersión de electrón-núcleo. Además, desarrolló el método de las partículas cuasi reales, que fue el primer paso hacia la imagen parton en QFT.
Las principales contribuciones del profesor Fadin a la QCD comprenden la descripción de los efectos de coherencia en la emisión de gluones blandos y el estudio del comportamiento energético de las amplitudes en el límite de Regge. Esto último lo llevó al desarrollo de la teoría de la Reggeización y a la formulación de la ecuación de evolución BFKL (Balitsky-Fadin- Kuraev - Limatov) para amplitudes de alta energía. La ecuación BFKL predijo el aumento de las secciones transversales QCD a medida que aumenta la energía de colisión, lo que se observó más tarde en el colisionador HERA. Este éxito estableció el enfoque BFKL como la base de la teoría moderna de procesos semiduros en QCD. En los últimos años, VS Fadin y sus colegas desarrollaron el método BFKL como la siguiente aproximación del logaritmo principal. Entre sus otros logros se encuentra la investigación de los efectos de Coulomb en la producción de W+W-.

## Premios
- Premio Humboldt (2001)
- Premio Pomeranchuk (2015)